# Bubušinac
Bubušinac (en serbe cyrillique : Бубушинац) est un village de Serbie situé sur le territoire de la ville de Požarevac, district de Braničevo. Au recensement de 2011, il comptait 728 habitants.
Bubušinac est situé sur les bords de la rivière Mlava.

## Démographie

### Évolution historique de la population
| 1948  | 1953  | 1961  | 1971  | 1981  | 1991  | 2002 | 2011 |
| ----- | ----- | ----- | ----- | ----- | ----- | ---- | ---- |
| 1 095 | 1 147 | 1 230 | 1 163 | 1 122 | 1 039 | 844  | 728  |

|  |